# Erkki Kohvakka
Erkki Kohvakka, född 2 juli 1937 i Kangasniemi, död 23 januari 2018 i Kangasniemi, var en finländsk orienterare som blev europamästare individuellt och i stafett 1964 samt tog silver i stafett vid VM 1966.